# Лос Чавес (Њу Мексико)
Лос Чавес (енгл. Los Chaves) насељено је место без административног статуса у америчкој савезној држави Њу Мексико.

## Демографија
По попису из 2010. године број становника је 5.446, што је 413 (8,2%) становника више него 2000. године.
| Група             | 2000.         | 2010.         |
| Белци             | 2.137 (42,5%) | 2.140 (39,3%) |
| Афроамериканци    | 30 (0,6%)     | 46 (0,8%)     |
| Азијати           | 10 (0,2%)     | 25 (0,5%)     |
| Хиспаноамериканци | 2.723 (54,1%) | 3.088 (56,7%) |
| Укупно            | 5.033         | 5.446         |